# Chimarrhis turbinata
Chimarrhis turbinata är en måreväxtart som beskrevs av Dc.. Chimarrhis turbinata ingår i släktet Chimarrhis och familjen måreväxter. Inga underarter finns listade i Catalogue of Life.